# I Alone
«I Alone» es el segundo sencillo del álbum de Live, Throwing Copper. El sencillo fue lanzado a las estaciones de radio en los Estados Unidos, pero solo fue lanzado comercialmente en el extranjero. Alcanzó el número 38 en el Billboard Hot 100 Airplay y # 5 en el Hot 100 Recurrent Airplay.
El significado de la canción se ha teorizado sobre por muchos fanes, pero poco en relación con que ha sido comentado por la banda. Ed Kowalczyk explicó que "La gente piensa que" I Alone "es una canción de amor pero en realidad no lo era. Las letras eran más abstractas, que abarcan un mensaje mucho más grande."
Comentando sobre la línea de "the greatest of teachers won't hesitate," Ed Kowalczyk reemplazó 'you' con 'me': "to leave us or me there by myself chained to fate." Él continuó diciendo que una profunda lección fue derivada del estudio de las enseñanzas cristianas, que la religión y la verdad se debe encontrar por sí mismo y se practica, en lugar de limitarse a tomar la palabra de los demás o para el estudiante continuar separado del maestro, "entonces realmente se quedan [solos] por sí mismos."
Live tocó "I Alone"en el festival Woodstock 99 el 23 de julio de 1999 en Rome, Nueva York.
La canción también aparece en un episodio de Beavis and Butthead titulado "Oil Change" cuando el baterista está decidido a ser un "butt Munch", porque no trajo su batería a la sesión de vídeo.

## Listado de canciones
Todas las canciones escritas por Live:
EE.UU promo CD (RAR5P-3123)
1. «I Alone» - 3:53

EE.UU promo CD (RAR5P-3249)
1. «I Alone» (Acoustic) - 3:49

CD Australiano (MCADS32579)
1. «I Alone» - 3:55
2. «Pain Lies on the Riverside» - 5:11
3. «Selling the Drama» (Acoustic) - 3:40

Casete Australiano (MCACS32579)
1. «I Alone» - 3:55
2. «Pain Lies on the Riverside» - 5:11
3. «Selling the Drama» (Acoustic) - 3:40

1. «I Alone» - 3:55
2. «Pain Lies on the Riverside» - 5:11
3. «Selling the Drama» (Acoustic) - 3:40

CD Reino Unido (RAXTD 13)
1. «I Alone» - 3:53
2. «I Alone» (Acoustic Version) - 3:48
3. «Pain Lies on the Riverside» - 5:11

Casete Reino Unido (RAXC 13)
1. «I Alone» - 3:51
2. «I Alone» (Acoustic Version) - 3:47
3. «Pain Lies on the Riverside» - 5:10

1. «I Alone» - 3:51
2. «I Alone» (Acoustic Version) - 3:47
3. «Pain Lies on the Riverside» - 5:10

Reino Unido 7" (RAX 13)
1. «I Alone» - 3:51

1. «I Alone» (Acoustic Version) - 3:47
2. «Pain Lies on the Riverside» - 5:10

Reino Unido promo 12" (WRAXT 13)
1. «I Alone» - 3:51

1. «I Alone» - 3:51

Promo CD Francés(RAD 33560)
1. «I Alone» - 3:53
2. «Pain Lies on the Riverside» - 5:13

CD Alemán (RAD 32280)
1. «I Alone» - 3:56
2. «I Alone» (Acoustic) - 3:48
3. «Pain Lies on the Riverside» - 5:13